# Molière (film din 2007)
Molière este un film francez din 2007 regizat de Laurent Tirard⁠(d) cu Romain Duris⁠(d) în rolul lui Molière. A fost lansat în Europa în ianuarie 2007 și în Statele Unite în iulie 2007. A fost înscris la cel de-al 29-lea Festival Internațional de Film de la Moscova, unde Fabrice Luchini⁠(d) a câștigat Premiul George de Argint pentru cel mai bun actor. Scenariul a fost scris de Tirard împreună cu  Grégoire Vigneron.

## Rezumat
Filmul începe în 1658, când actorul și dramaturgul francez se întoarce la Paris cu trupa sa de teatru pentru a juca în teatrul pe care i l-a oferit fratele regelui. Cea mai mare parte a filmului este sub forma unui flashback din 1645. În urma unei cariere nereușite ca actor de tragedie, Molière este eliberat din închisoarea rău-platnicilor de către domnul Jourdain, un burghez bogat cu pretenții sociale, care acceptă să plătească datoriile tânărului actor dacă Molière îl învață să joace.
Jourdain, un bărbat căsătorit cu două fiice, speră să folosească acest talent pentru a se da bine pe lângă Célimène, o văduvă aristocrată de care a devenit obsedat. Speră să interpreteze o piesă scurtă pe care a scris-o pentru această ocazie. Molière, totuși, a fost prezentat familiei și personalului domnului Jourdain ca Tartuffe, un preot care urmează să servească drept tutore pentru fiica mai mică a soților Jourdain. Pe măsură ce povestea progresează, Molière începe să se îndrăgostească de soția neglijată a lui Jourdain, Elmire. Intrigi secundare implică viața amoroasă a fiicei mai mari a soților Jourdain și intrigile aristocratului fără bani și cinic Dorante, în detrimentul credulului Jourdain.
Povestea este în mare parte fictivă și multe scene din film redau scene și text reale din piesele lui Molière, inclusiv din Tartuffe, Mizantropul, Bolnavul închipuit și Burghezul gentilom, al cărui personaj principal este de asemenea numit Jourdain. Se presupune că aceste evenimente „reale” din viața lui Molière au inspirat piesele maturității sale artistice.

## Distribuție
- Romain Duris⁠(d) - Jean-Baptiste Poquelin
- Fabrice Luchini⁠(d) - M. Jourdain
- Laura Morante⁠(d) - Elmire Jourdain
- Edouard Baer⁠(d) - Dorante
- Ludivine Sagnier⁠(d) - Célimène
- Fanny Valette⁠(d) - Henriette Jourdain
- Gonzague Montuel - Valère
- Gilian Petrovski - Thomas
- Sophie-Charlotte Husson - Madeleine Béjart⁠(d)
- François Civil⁠(d) - Louis Béjart⁠(d)
- Anne Suarez - Catherine de Brie
- Annelise Hesme⁠(d) - Marquise du Parc
- Nicolas Vaude⁠(d) - Monsieur

## Recepție
Filmul deține un rating „proaspăt certificat” de 70% pe site-ul web al agregatorului de recenzii Rotten Tomatoes, pe baza a 86 de recenzii, cu o medie de 6,4 din 10. Consensul site-ului spune: „Molière este un film biografic și plin de spiritul marelui scriitor”.